# Roland Pfaus
Roland Pfaus (* 4. Januar 1968 in Isny im Allgäu) ist ein deutscher Schauspieler, Autor und Regisseur.

## Berufliches Leben
Pfaus wirkte in zahlreichen Hauptrollen in Film- und Fernsehproduktionen mit. Einem größeren Publikum wurde er bekannt durch seine mehrjährigen Rollen in den ARD-Seifenopern „Verbotene Liebe“ (als Tim Sander) und „Marienhof“ (als Dr. Weidemann). Bereits 1998 begann er auch Drehbücher zu schreiben; sein erstes verfilmte er gleich selbst mit dem Kinofilm „Lava“, in dem er Regie führte, eine der Hauptrollen übernahm und den Film zusammen mit seiner Frau und Schauspielkollegin Dinah Pfaus-Schilffarth auch produzierte, die auch am Drehbuch mitwirkte. Nach dem Ausstieg aus „Marienhof“ im Jahr 2011 gründete Pfaus auf dem Gelände des Studio Babelsberg in Potsdam die Filmproduktion Lavaluna Film und produzierte – wieder gemeinsam mit seiner Frau – den Dokumentarfilm „Polypoly-Geld für alle!“, in dem er ebenfalls Regie führte sowie die Musik komponierte. Die Produktion erschien auf DVD wie auch als kostenpflichtiges Internet-Abrufvideo.
Roland Pfaus lernte Dinah Pfaus-Schilffarth während der Dreharbeiten zu „Verbotene Liebe“ kennen und lebte bis zum Tod seiner Frau im Januar 2019 mit ihr und zwei gemeinsamen Söhnen in Potsdam. Das Ehepaar betrieb einige Jahre lang in Augsburg den First Stage Club, eine Schauspiel- und Musicalschule.

## Filmografie (Auswahl)
- 1996–1998: Verbotene Liebe, Das Erste
- 1997: Das Böse, ZDF
- 1997: Feuerengel, RTL
- 1997: Einsatz Hamburg-Süd, Erste
- 1998: Lava, Kino (Deutschland)
- 1999: Die Motorrad-Cops, RTL
- 1999: Die Wache, RTL
- 2000: Polizeiruf 110, Erste
- 2000–2001: Unter uns, RTL
- 2002: Alarm für Cobra 11, RTL
- 2005, 2006–2010: Marienhof, Erste
- 2008: Der Yalu Fließt, deutsch-südkoreanische TV-Produktion (BR / SBS)
- 2008: SoKo, ZDF
- 2012: Polypoly -- Geld für alle !, Dokumentarfilm

## Theater (Auswahl)
- Studio Theater & Theater im Karlshof, beide München